# Zlodowacenie

Prawdopodobne wahania temperatury i opadów w dziejach Ziemi

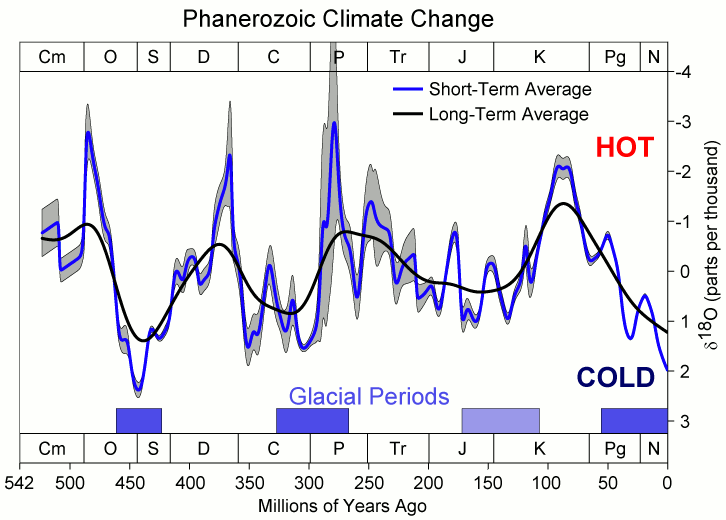
W ciągu ostatnich 550 mln lat pojawiły się cztery wielkie zlodowacenia, ostatnie w czwartorzędzie

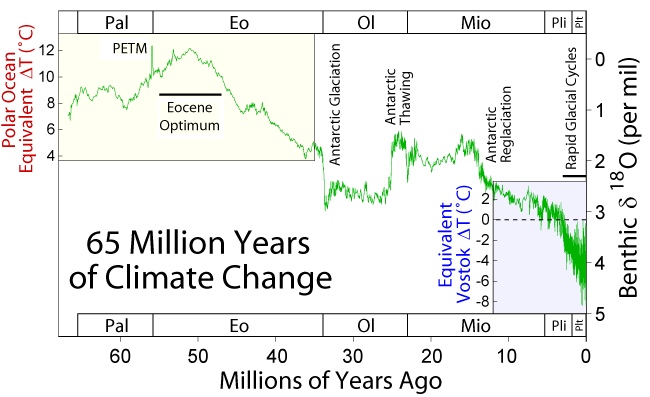
Zrekonstruowana temperatura i okresy zlodowaceń w ostatnich 65 mln lat

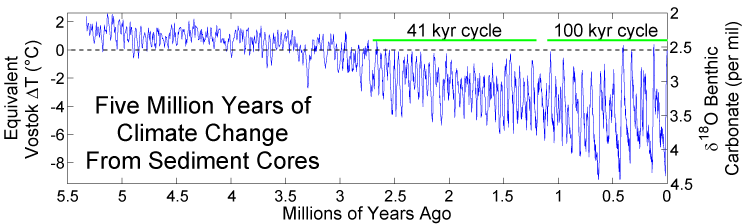
Rekonstrukcja temperatury w ostatnich 5 mln lat

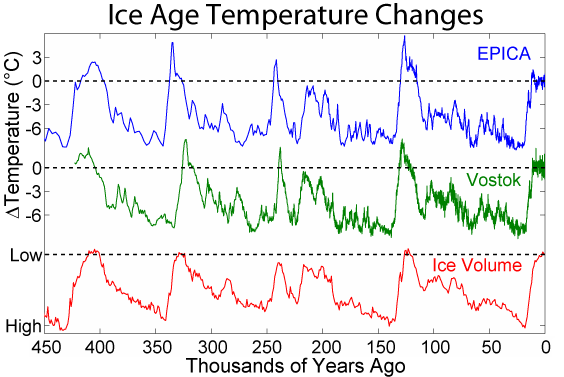
Rekonstrukcja temperatury w ostatnich 450 tys. lat

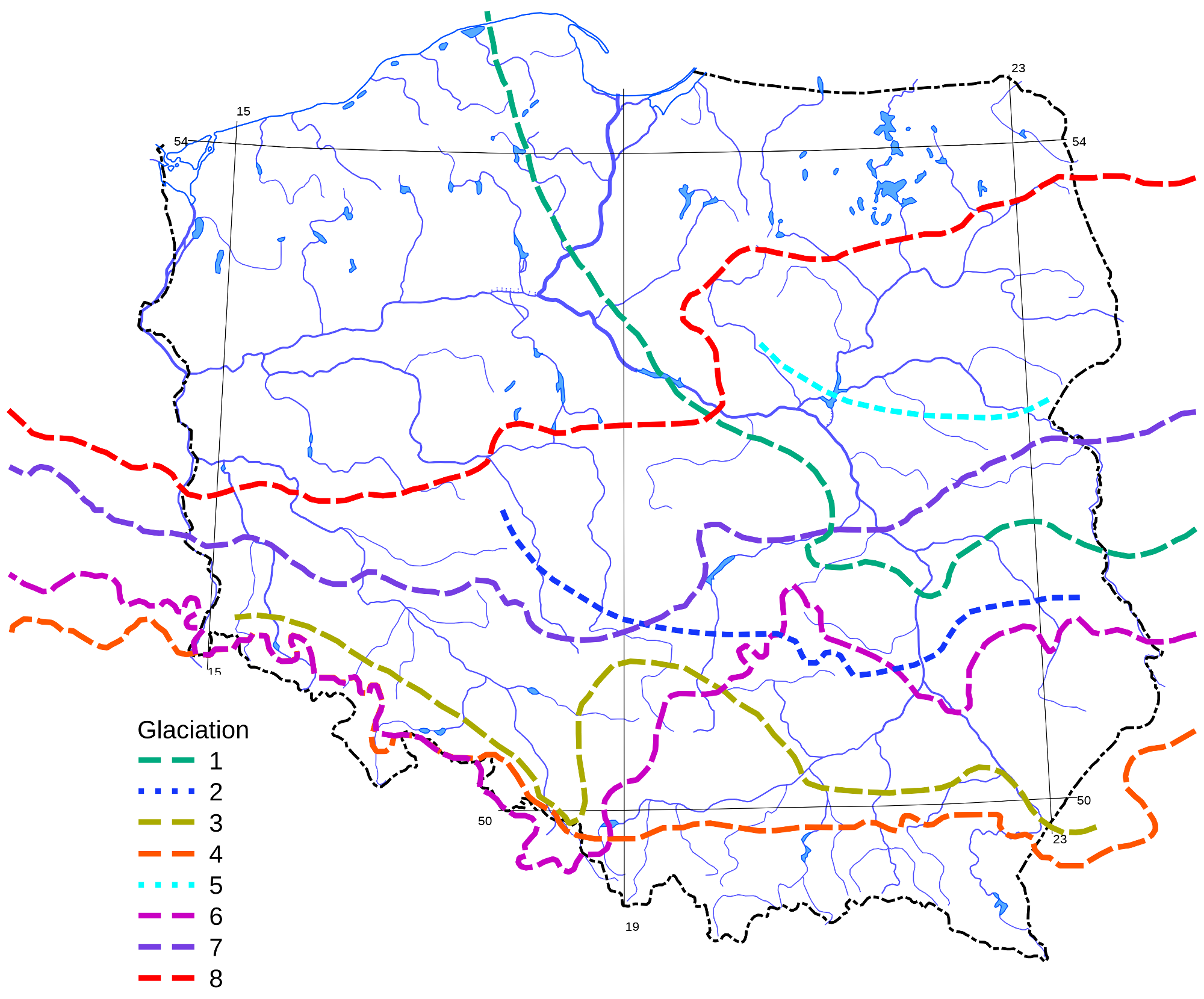
Maksymalny zasięg glacjałów w plejstocenie na terenie Polski

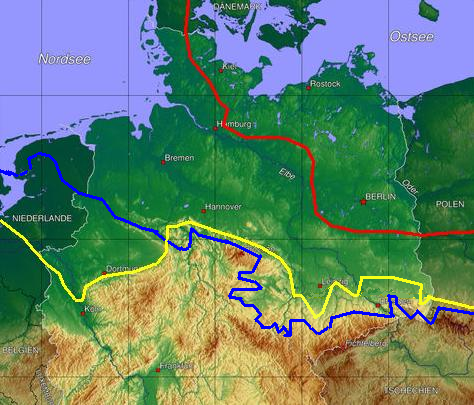
Mapa zlodowaceń północnych Niemiec i krajów sąsiednich. Czerwony: maksymalny zasięg ostatniego zlodowacenia (Weichselian); żółty: zlodowacenie środkowopolskie (Saale) maksymalny zasięg zlodowacenia (etap Drenthe); niebieski: zlodowacenie południowopolskie (Elster) największe ze zlodowaceń na terenie Polski.

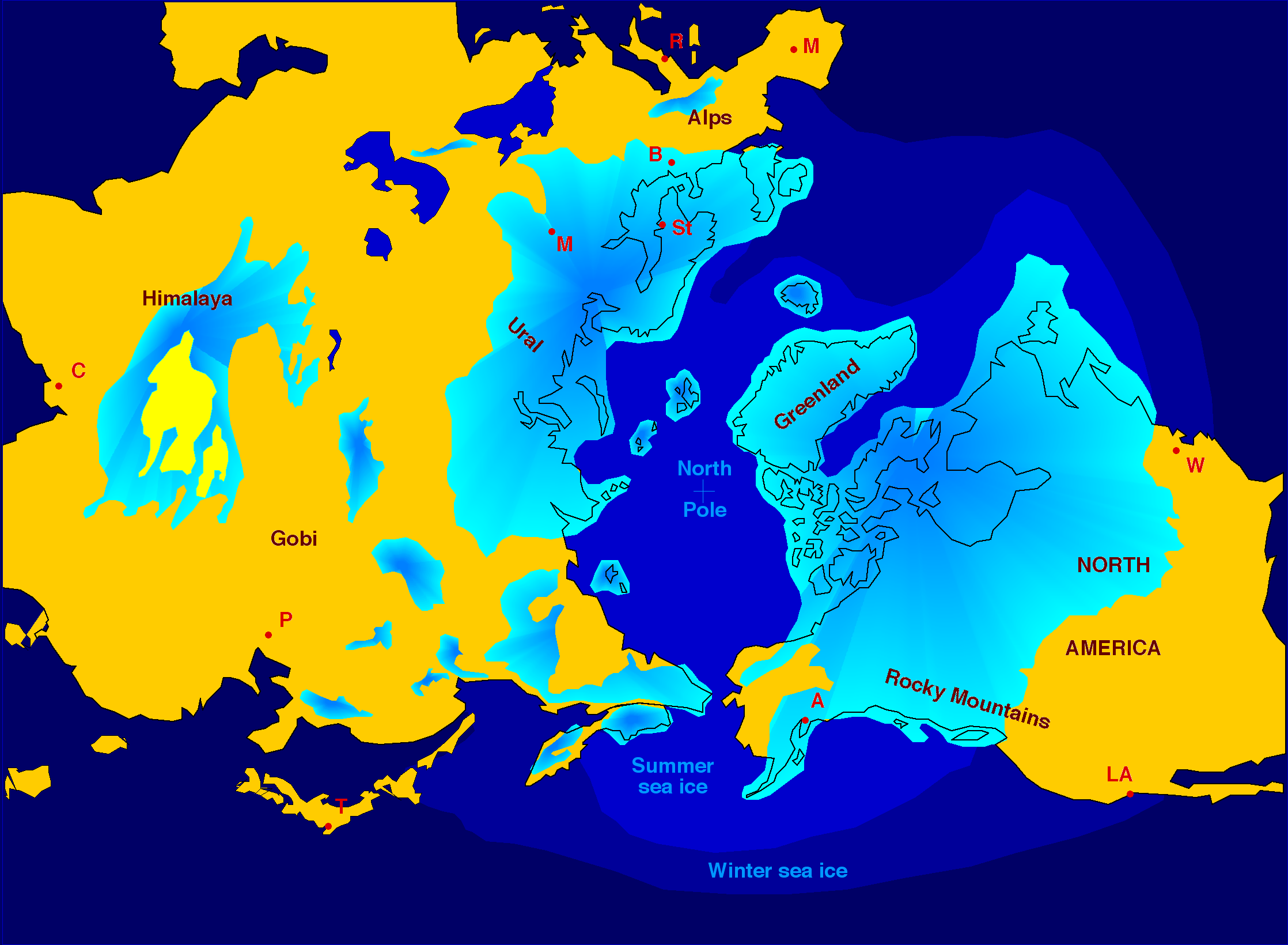
Półkula północna podczas maksimum ostatniego zlodowacenia. Utworzenie warstwy pokrywy śnieżnej o grubości od 3 do 4 km spowodowało globalne obniżenie poziomu mórz o ok. 120 m.

Zlodowacenie, in. glacjacja (fr. glaciation, od łac. glacio ‛zamrażam’) – okres, w czasie którego znaczne obszary Ziemi pokryte są lądolodem.
W historii Ziemi okresy lodowcowe występowały kilkukrotnie, również obecnie trwa taki okres, potocznie zwany epoką lodową. Prawdopodobnie w każdym z wielkich zlodowaceń następowały po sobie regularne okresy lodowcowe, w których lód zajmował większe obszary (glacjały) oraz przejściowe okresy, w których lądolód cofał się, ale nie zanikał (interglacjały, obecnie).

## Starsze zlodowacenia
O zlodowaceniach przedczwartorzędowych, w prekambrze, karbonie i permie świadczą resztki utworów lodowcowych (np. tillity), zachowane w osadach w Afryce, Australii czy Ameryce Południowej.
| Czas w mln lat | Okres         | Zlodowacenia                    |
| -------------- | ------------- | ------------------------------- |
| 2,58–0         | czwartorzęd   | plejstoceńskie                  |
| 360–260        | perm/karbon   | Gondwany na półkuli południowej |
| 460–430        | ordowik/sylur | saharyjskie                     |
| 585–582        | ediakar       | Gaskiers                        |
| 770–635        | kriogen       | Kaigas, Sturtian*, Marinoan*    |
| 2450–2220      | sider/riak    | hurońskie                       |

* Zlodowacenie o skali globalnej, tzw. Ziemia-śnieżka.

## Zlodowacenia plejstoceńskie
Badania rdzeni lodowych z Antarktydy i Grenlandii dostarczają danych na temat temperatur panujących w plejstocenie, pokazują np. regularny cykl ochłodzeń i ociepleń, zsynchronizowany prawdopodobnie z cyklami Milankovicia.
W czasie plejstocenu klimat ulegał znacznym wahaniom, po fali zimna (glacjale) następowało ocieplenie zwane interglacjałem.
- 1200–950 (250) – zlodowacenie podlaskie (północno-wschodniopolskie, Narwi) (Günz)
- 950–730 (220) – interglacjał przasnyski (podlaski) (Günz/Mindel)
- 730–430 (300) – zlodowacenie krakowskie (południowopolskie, Sanu) (Mindel)
- 430–300 (130) – interglacjał mazowiecki (wielki) (Mindel/Riss)
- 300–130 (170) – zlodowacenie środkowopolskie (Odry, Odry i Warty) (Riss)
- 130–115 (15)  – Interglacjał eemski (Riss/Würm)
- 115–11,5 (103,5) – zlodowacenie północnopolskie (bałtyckie, Wisły, Vistulian, Wisła, wisła) (Würm)

Poszczególne glacjały trwały od 100 do 300 tys. lat. Dzieli się je na jednostki niższej rangi: stadiały i interstadiały, fazy i interfazy oraz glacietapy i interglacietapy. Interglacjały trwały od 15 do 220 tys. lat, były więc bardziej nieregularne i charakteryzowały się różnymi średnimi temperaturami. Podczas plejstocenu nawroty zimna rangi glacjału miały miejsce co najmniej 3–4 razy, do około 9 razy. Z zapisów rdzeni lodowych i morskich wiadomo o około 50 epizodach w ciągu plejstocenu rangi glacjału, ale nie każdy był okresem stricte glacjalnym.

## Brak zlodowaceń
W erze mezozoicznej (186 milionów lat) oraz w długich przedziałach czasu w prekambrze nie odnaleziono śladów zlodowaceń (pomijając ewentualne lokalne zlodowacenia obszarów górskich).

## Przebieg zlodowacenia
Podczas glacjału wyróżnić można kilka etapów. W początkowej fazie następuje szybka transgresja lodowca, gdyż klimat szybko oziębia się, następują obfite opady śniegu, który nie topnieje w ciągu lata, lecz gromadzi się, rekrystalizuje w lód lodowcowy, który pod własnym ciężarem rozpływa się na wszystkie strony. Następnie, po krótkim okresie postoju, czoło lodowca może oscylować kilkakrotnie, cofając się i posuwając do przodu, co sprzyja powstawaniu moren czołowych, sandrów oraz wielkich pradolin i jezior morenowych. W ostatniej fazie lądolód ulega regresji, wycofując się z zajętych obszarów, miejscami przekształcając się w tzw. martwy lód. Ponieważ regresja lodowca jest relatywnie szybka, powstają takie utwory polodowcowe jak; morena denna, ozy, kemy, jeziora rynnowe i wytopiskowe. W fazie recesji lądolód może całkowicie zniknąć lub tylko cofnąć się znacznie, po czym często następuje kolejna transgresja, w ten sposób w okresie glacjałów pojawiają się krótsze etapy stadialne.

## Przyczyny zlodowaceń
Za główną przyczynę fluktuacji klimatu o randze glacjału uważa się obecnie periodyczne zmiany nasłonecznienia Ziemi związane z cyklami Milankovicia. Główny trend modyfikowany jest przez krótsze zmiany od 10 000 do 1000 lat związane modą cyrkulacji termohalinowej w oceanach, takie jak wydarzenia typu Dansgaard-Oeschger oraz Heinrich. Odgrywają one dominującą rolę w szybkich zmianach klimatu o dużej amplitudzie, szczególnie w jego glacjalnej modzie (np. MIS 3). Najsilniejszy wpływ ochłodzenia notowany jest w rejonie Północnego Atlantyku. Związane jest to z zatrzymaniem lub osłabieniem pasa transmisyjnego ciepła, jakim są ciepłe prądy oceaniczne (zob. cyrkulacja termohalinowa), chociaż wiadomo, że same zmiany mają wpływ niemal globalny. Podczas zlodowaceń przedczwartorzędowych zmiany położenia kontynentów związane z ruchem płyt litosfery mogły wpływać na cyrkulację wód oceanicznych. Na szybkie zmiany pogody wpływ ma także zapylenie atmosfery przez wybuchy wulkaniczne. 